# Jean-Marc Généreux
Pour les articles homonymes, voir Généreux.
 (février 2011).
Si vous disposez d'ouvrages ou d'articles de référence ou si vous connaissez des sites web de qualité traitant du thème abordé ici, merci de compléter l'article en donnant les références utiles à sa vérifiabilité et en les liant à la section « Notes et références ».
Jean-Marc Généreux, né le 25 décembre 1962 à Longueuil au Québec, est un danseur de salon, chorégraphe et acteur canadien.

## Biographie
Jean-Marc Généreux voit le jour en tant que benjamin d'une fratrie de six enfants, dont les parents sont Jeanne d'Arc et Marcel.
Il rencontre sa future femme et partenaire, France Mousseau, à l'âge de 9 ans ; plus tard, ils pratiqueront la danse de salon au Québec. Ils participent ensemble avec succès à diverses compétitions de danse à partir de 1987 en tant qu'amateurs, puis passent professionnels à partir de 1996 en danse latine et danse sportive. Ils prennent leur retraite en 1998. Ils participent alors à la série de PBS Championship Ballroom Dancing avant d'être les chorégraphes de la télé-réalité So You Think You Can Dance. Ils participent également au film Danse passion, comme danseurs. Jean-Marc Généreux a aussi joué un rôle dans le film de danse de salon Shall We Dance? avec Jennifer Lopez.
À partir de 2008, Jean-Marc Généreux devient juge permanent de la série de télé-réalité canadienne So You Think You Can Dance Canada, adaptée d'une émission américaine. Il apparaît également dans la 10e saison de la série télévisée Degrassi : La Nouvelle Génération comme instructeur de danse pour une classe de rattrapage d'éducation physique.
De 2011 à 2019, il participe, en tant que juré, à la version française de Dancing with the Stars, intitulée Danse avec les stars (diffusée sur TF1), aux côtés d'Alessandra Martines (saison 1 et 2), Chris Marques (depuis la saison 1), Marie-Claude Pietragalla (saison 3-7), Shy'm (saison 3-4 et saison 9-10), M.Pokora (saison 5) et de Fauve Hautot (saison 6-8). Il se fait remarquer par l'exclamation « Et ça, j'achète ! » qu'il clame régulièrement à la fin des prestations des candidats.
En 2013, il intègre la troupe des Enfoirés afin de récolter des fonds au profit des Restos du cœur.
En 2015, il tourne dans la seconde saison de la série télévisée À votre service de Florian Hessique diffusée sur MCE TV.
Le 17 et 24 mai 2016, il anime aux côtés d'Amélie Bitoun, une émission musicale intitulée Battle Zik diffusée sur D17, reprenant le principe du blind-test, avec des épreuves déjantées accompagnés de personnalités, une émission produite par H2O Productions et Cyril Hanouna.

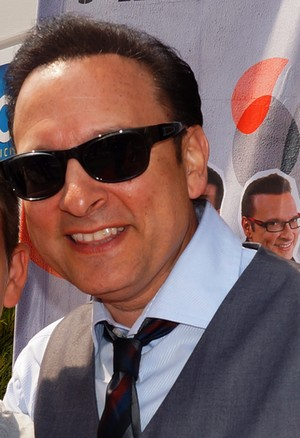
Jean-Marc Généreux lors d'une séance de dédicace à Dieppe en 2013

En 2017, il participe sur M6 au Meilleur Pâtissier spéciale célébrités, qu'il remporte, durant la même année, il joue dans le film Stars 80 la suite.
En 2018, il est maître à l'émission de télévision québécoise, Révolution. En 2019, il reprend son rôle pour la deuxième saison de l'émission et il devient l'ambassadeur du réseau Era Immobilier France.
En 2020, il quitte TF1 pour rejoindre France 2 et y animer le divertissement Spectaculaire en première partie de soirée.
En 2021, il incarne le personnage de Gary Boo dans l'émission estivale Fort Boyard.
En 2023, il participe, pour la chaîne C8 à l'émission de télé-réalité, Bienvenue au monastère, filmée au sein du couvent Saint-Dominique de Corbara en Corse et présentée par Alessandra Martines. Il fait partie des 6 personnalités « people » avec Fabienne Carat, Clara Morgane, Delphine Wespiser, Simon Castaldi et Paul El Kharrat, entourées deux « coachs spirituels », sœur Catherine Thiercelin (communauté des Béatitudes) et frère Baudouin Ardillier (communauté Saint-Jean).
En 2024, il est annoncé qu'il redevient jury sur Danse avec les Stars pour la 13e saison.

## Vie privée
Jean-Marc Généreux est marié à France Mousseau qu’il a rencontrée à l’âge de 9 ans. Ils ont eu deux enfants : Jean-Francis (né en 1996), et Francesca (née en janvier 1999). Leur fille souffre du syndrome de Rett. Jean-Marc et sa femme travaillent avec les organisations pour réunir des fonds en faveur de la recherche médicale pour traiter cette maladie neurologique. Il évoque notamment la maladie de sa fille lors de l'émission TV La Parenthèse inattendue.
Il révèle être le beau-frère du chanteur québécois Pierre Perpall lors de l'émission Le Grand Blind Test du samedi 9 janvier 2016.
Durant la quatrième saison de So You Think You Can Dance, il invente une valse viennoise pour Kherington Payne et Stephen Twitch Boss qu'il a dédiée à sa fille Francesca. Jean-Marc Généreux pratique également la peinture. Il a par ailleurs écrit un roman.
Il est juge dans l'émission québécoise Révolution sur la station TVA depuis l'automne 2018.

## Palmarès (danse)
- 5 fois Champions canadiens Latin Amateur[réf. nécessaire]
- 5 fois Champions canadiens 10 danses Amateur[réf. nécessaire]

## Filmographie
- 1998 : Danse passion (Dance with Me) de Randa Haines : Danseur latin professionnel finaliste
- 2004 : Shall we Dance? avec Léo Balaguer
- 2010 : Degrassi : Nouvelle Génération : Mr. Ménars
- 2011 : Funkytown : chorégraphe
- 2013 : Nos chers voisins, prime-time Avis de tempête : Johnny, coach de football
- 2013 : La Boîte à musique des Enfoirés (concert des Enfoirés) sur TF1
- 2015 : Joséphine, ange gardien (série télévisée), épisode 76 : Papa est un chippendale : Sacha
- 2016 : À votre service (série télévisée) de Florian Hessique : Le curé
- 2016 : Le grand blind-test
- 2017 : Stars 80, la suite de Thomas Langmann
- 2017 : La Chute de Sparte : Paulin

## Télévision
- 2006-2014 : So You Think You Can Dance USA : chorégraphe
- 2008-2011 : So You Think You Can Dance Canada : juge
- 2011-2019 et 2022 et 2024: Danse avec les stars (TF1) : juge (10 saisons + remplacement saison 12 + saison 13 + saison 14)
- 2013 : La Boîte à musique des Enfoirés sur TF1 : membre de la troupe
- 2015 : Les people passent le bac sur NRJ12 : candidat
- 2016 : Battle Zik, sur D17 : animation avec Amélie Bitoun
- 2017 : Le Meilleur pâtissier, spécial célébrités, sur M6 : candidat (vainqueur)
- 2018-2022 : Révolution : animateur sur TVA
- 2018 : Un village à la diète sur TF1 : coach
- 2019 : Stars tout-terrain sur TF1 : participant
- Depuis 2020 : Spectaculaire, sur France 2 : animateur
- 2021 : Fort Boyard sur France 2 : Gary Boo (personnage)
- 2023 : Mask Singer, sur TF1 : candidat sous le costume du Lama
- 2024 : Bienvenue au monastère, sur C8 : participant
- 2024 : Danse avec les stars d'Internet sur la chaîne Twitch de Michou et TF1 : juge